# José Francisco Rodríguez Maldonado
José Francisco "Pacho" Rodríguez Maldonado (Duitama, departament de Boyacá, 5 de juny de 1960) va ser un ciclista colombià, professional des del 1984 fins al 1991. Del seu palmarès destaquen les 3 victòries d'etapa a la Volta a Espanya i especialment l'edició de 1985 en què acabà 3r.

## Palmarès
- 1981
  - Vencedor d'una etapa a la Volta a Colòmbia
- 1983
  - Vencedor d'una etapa a la Volta a Colòmbia
  - Vencedor d'una etapa del Clásico RCN
- 1984
  - Vencedor d'una etapa a la Volta a Colòmbia
  - Vencedor de 2 etapes del Clásico RCN
  - Vencedor de 2 etapes de la Dauphiné Libéré
- 1985
  - Vencedor de 2 etapes a la Volta a Espanya
  - 1r al Clásico RCN i vencedor d'una etapa
- 1987
  - Vencedor d'una etapa a la Volta a Espanya
- 1989
  - 1r a la Volta a Cundinamarca
- 1990
  - Vencedor de 2 etapes a la Volta a Colòmbia
  - 1r a la Volta a Cundinamarca
  - 1r a la Volta a Boyacá

### Resultats al Tour de França
- 1984. 45è de la classificació general
- 1985. Abandona (6a etapa)
- 1986. Fora de temps (3a etapa)
- 1987. Abandona (19a etapa)

### Resultats a la Volta a Espanya
- 1985. 3r de la classificació general i vencedor de 2 etapes
- 1986. No surt (18a etapa)
- 1987. 48è de la classificació general i vencedor d'una etapa
- 1988. Abandona (13a etapa)
- 1990. 15è de la classificació general